# Jean Étienne Duby
Jean Étienne Duby (Ginevra, 15 febbraio 1798 – Ginevra, 24 novembre 1885) è stato un botanico svizzero.

## Biografia
Studiò teologia a Ginevra, ottenendo la sua consacrazione nel 1820, inoltre ebbe anche un interesse per la storia naturale, dove conseguì la relativa laurea nel 1824. Da giovane fu influenzato da Augustin Pyramus de Candolle (1778-1841) e contribuì alla pubblicazione di Botanicon gallicum di Candolle; seu Sinossi plantarum in Flora gallica desccriptarum (1828-1830).
Dal 1831 al 1863 fu pastore a Eaux-Vives, Ginevra, mentre nel frattempo svolse un ruolo attivo nella botanica. Si specializzò nella ricerca di cryptogamae, e studiò i muschi. Oltre al suo lavoro con il crittogame, condusse degli studi sulla famiglia Primulaceae.
Nel 1860-61 fu presidente della Société de physique et d'histoire naturelle de Genève. Fu membro corrispondente della Société de biologie de Paris e della Moscow Society of Naturalists. Il suo erbario fa parte dell'erbarium generale presso il Conservatoire et Jardin botaniques di Ginevra.

## Opere principali
- Essai d'application à une tribu d'algues de quelques principes de taxonomie, ou, Mémoire sur le groupe des Céramiées, 1832.
- Mémoire sur la famille des primulacées, 1844.
- Choix de cryptogames exotiques nouvelles ou mal connues. 1867.
- Mousses exotiques, 1868-1881.